# Formosopyrrhona taiwanensis
Formosopyrrhona taiwanensis là một loài bọ cánh cứng trong họ Cerambycidae.